# Nieuw-Lekkerland
Nieuw-Lekkerland est un village néerlandais situé dans la commune de Molenlanden, en province de Hollande-Méridionale. Nieuw-Lekkerland est aussi une ancienne commune de la province de Hollande-Méridionale, le long de la Lek. En 2013, la commune a été fusionnée avec les communes de Graafstroom et Liesveld pour former (l'ancienne commune de) Molenwaard, le village de Nieuw-Lekkerland fait désormais partie de la commune de Molenwaard.
Le village de Nieuw-Lekkerland est constitué à l'origine de deux hameaux, Dorp et Middelweg, distants de 2 km, séparés par des pâtures. Entre les deux, il y a tellement de constructions que les deux se touchent pratiquement.
À l'origine, Nieuw-Lekkerland est une commune agricole, où se sont installées des industries le long de la rivière Lek. Il y a aussi une zone industrielle à l'intérieur des digues, à la limite du village.

## Géographie

### Localités
La commune était constituée du bourg de Nieuw-Lekkerland et du village de Kinderdijk, partagé avec la commune d'Alblasserdam.